# Ároktő
Ároktő je vas na Madžarskem, ki upravno spada pod podregijo Mezőcsáti Županije Borsod-Abaúj-Zemplén.